# سام جيربر
سام جيربر (بالإنجليزية: Sam Gerber)‏ هو لاعب اتحاد الرغبي جنوب أفريقي، ولد في 5 فبراير 1981 في يوتينهاغ في جنوب أفريقيا.

## وصلات خارجية
- سام جيربر عل موقع إسبنسكروم (الإنجليزية)
- سام جيربر على موقع ItsRugby.co.uk (الإنجليزية)